# 武田玲子
武田 玲子（たけだ れいこ、1983年8月9日 - ）は、ミヤギテレビのアナウンサー。

## 来歴・人物
埼玉県浦和市（現：さいたま市）出身。身長155cm。慶應義塾大学文学部卒業。
学生時代にテレビ朝日アスクに在籍しており（2006年度合格者）、テレビ朝日の『あすの空もよう（週末の20:54 - 20:58の『ANNニュース』に内包）』のキャスターとして、2005年上半期に出演していたことがある。
2006年にミヤギテレビに入社。『ズームイン!!SUPER』宮城エリア担当キャスターとして全国ネットに登場する機会も多かった。
2010年3月29日よりOH!バンデス第3部（現：第4部）『ミヤギnews every.』のキャスターを務めた。
2012年2月16日にプロバスケットボール選手（仙台89ERS所属）の志村雄彦と入籍。
2016年12月29日放送の『ミヤギnews every.』で出産に伴い、産休のため番組の降板を発表。
2018年に復帰。

## 現在の担当番組
- OH!バンデス（2022年4月7日 - 、木曜・金曜MC）
- NNNミヤギテレビニュース

## 過去の担当番組
- ズームイン!!SUPER - 宮城担当
- ミヤギnews every.（2010年3月29日 - 2016年12月29日）
- ミヤテレ震災復興プロジェクト
- ミヤギテレビストレイトニュース